# EBN
EBN B.V., Energie Beheer Nederland, is een zelfstandige onderneming met de Nederlandse Staat (vertegenwoordigd door het Ministerie van Economische Zaken en Klimaat) als enige aandeelhouder. In opdracht van de Nederlandse Staat investeert EBN van oudsher in het opsporen, winnen en opslaan van aardgas en aardolie. Met olie- en gasmaatschappijen werkt EBN samen in non-operated ventures (NOV’s). Dit zijn samenwerkingsverbanden waarin  de olie- en gasmaatschappijen verantwoordelijk zijn voor de dagelijkse werkzaamheden en EBN investeert, beheert en kennis deelt en levert.
In de visie van EBN kan aardgas een belangrijke rol spelen tijdens de energietransitie, maar alleen daar waar het gebruik van aardgas niet door andere en schonere energiebronnen kan worden vervangen. Het uitgangspunt van EBN is: 'Gas op Maat'. Sinds 2016 houdt EBN zich in toenemende mate bezig met duurzame energiebronnen uit de ondergrond, zoals aardwarmte (ook wel geothermie genoemd). Ook houdt het zich bezig met projecten op het gebied van CO2-opslag.

## Geschiedenis
De vondst van het Groningen gasveld begin jaren zestig leidde tot een belangrijke rol voor de Nederlandse overheid. Betrokkenheid van de Staat bij de winning en verkoop van het aardgas werd noodzakelijk geacht. De staat ging ervoor zorgen dat:
- Het gas op een economische en commerciële wijze kon worden gewonnen;
- De Nederlandse samenleving er optimaal van kon profiteren.

De Staat heeft De Staatsmijnen (later DSM) aangewezen om de participatie in de praktijk uit te voeren. De Maatschap Groningen werd opgericht om de productie van het Groningse aardgas te beheren. In deze maatschap heeft de Nederlandse Aardolie Maatschappij (NAM, een joint venture van Shell en ExxonMobil) een belang van 60% en De Staatsmijnen heeft de resterende aandelen. De NAM neemt de feitelijke winning van het gas voor haar rekening. Voor de verkoop van het gas werd de N.V. Nederlandse Gasunie opgericht. De Staatsmijnen participeerde daarin voor 40 %, naast Shell en Exxonmobil (beide met een belang van 25 %). De Staat participeerde rechtstreeks voor 10 %.
In 1963 werd de Overeenkomst van Samenwerking tussen NAM, Shell, ExxonMobil en EBN gesloten. 
Om meer duidelijkheid te krijgen in de gasbelangen zijn in 1973 alle staatsbelangen in het Nederlandse aardgas ondergebracht in een aparte juridische eenheid DSM Aardgas B.V., alle aandelen werden nog wel gehouden door DSM. Bij de beursintroductie van DSM in 1989 nam de Staat alle aandelen van DSM Aardgas B.V. over. Tegelijkertijd werd de naam van DSM Aardgas gewijzigd in Energie Beheer Nederland B.V. (EBN). Het takenpakket en de werkrelatie met DSM bleven verder ongewijzigd. 
Per 1 januari 2006 kwam ook een einde aan de bestuurlijke verantwoordelijkheid van DSM voor EBN. EBN werd een zelfstandige onderneming waarbij de directie rapporteert aan een onafhankelijke raad van commissarissen. Halverwege 2006 opende EBN een kantoor in Utrecht. Op 1 januari 2008 werd het kantoor in Utrecht de hoofdvestiging en sloot het kantoor in Heerlen.
In 2008 zijn de publieke taken van EBN vastgelegd in de Mijnbouwwet. Deze taken omvatten, onder andere, het:
- Deelnemen in opsporing en winning van olie en gas;
- Deelnemen in aan winning gerelateerde activiteiten waaronder de verkoop, het vervoer en de opslag van aardgas en aardolie;
- Uitvoeren van taken die te maken hebben met het gasgebouw;
- Uitvoeren van andere taken in opdracht van en adviseren van de minister van Economische Zaken en Klimaat.

In 2011 is de statutaire naam gewijzigd in EBN B.V..
Sinds 2017 heeft EBN de missie om waarde te realiseren uit geologische energiebronnen op een veilige, duurzame en economisch verantwoorde wijze. EBN geeft hier invulling aan door middel van drie strategische prioriteiten:
- New Energy: bijdragen aan het versnellen van de ontwikkeling van (ultradiepe) geothermie (aardwarmte), groengas, waterstof en energieopslag;
- Return to Nature: voortrekkersrol nemen in het ontmantelingsvraagstuk en bijdragen aan de ontwikkeling van CO2-opslag;
- Our Dutch Gas: het optimaal benutten van aardgas van Nederlandse oorsprong.

## Financiële en operationele resultaten
EBN behaalde in 2022 een omzet van € 12 miljard en een nettowinst van € 4,3 miljard. De totale afdracht aan de Nederlandse Staat, dividend, vennootschapsbelasting en heffingen was € 5,5 miljard. De fluctuaties van de omzet en winst die jaar op jaar optreden zijn vooral het gevolg van veranderingen in de gas- en olieproductie en de energieprijzen.
EBN participeerde in 2022 in 139 winningsdeelnemingen, waarvan 104 offshore. Daarnaast participeerde EBN in 29 opsporingsdeelnemingen voor olie en gas. EBN heeft ook belangen in vijf offshore gasverzamelleidingen, waaronder de NOGAT-pijpleiding en drie gasbergingen.
De omzet en resultaten staan sinds 2014 onder druk, door de combinatie van lagere gasprijzen en een forse reductie van de aardgasproductie. De ommekeer kwam in 2021 toen de gasprijzen begonnen te stijgen en de prijs verviervoudigde in 2022, hierdoor steeg de omzet naar € 12 miljard in 2022.
In de figuur hieronder een overzicht van de gegevens van EBN sinds 2005.
| Jaar | Aantal Winnings- vergunningen | Aantal Opsporings- vergunningen | Aardgasreserves (× miljarden m³, 100%) | Aardgasafzet (× miljarden m³, 100%) | Gemiddelde opbrengst (× € cent per m³) | Omzet (× € miljoen) | Netto resultaat (× € miljoen) |
| ---- | ----------------------------- | ------------------------------- | -------------------------------------- | ----------------------------------- | -------------------------------------- | ------------------- | ----------------------------- |
| 2005 | 99                            | 19                              | n.a.                                   | 67                                  | 16,46                                  | 4883                | 1673                          |
| 2006 | 99                            | 17                              | n.a.                                   | 66                                  | 21,52                                  | 6264                | 2378                          |
| 2007 | 115                           | 26                              | n.a.                                   | 64                                  | 20,67                                  | 6090                | 2367                          |
| 2008 | 121                           | 41                              | 1250                                   | 73                                  | 26,91                                  | 8698                | 3269                          |
| 2009 | 125                           | 45                              | 1212                                   | 70                                  | 20,72                                  | 6397                | 2211                          |
| 2010 | 126                           | 48                              | 1139                                   | 80                                  | 18,58                                  | 6486                | 2076                          |
| 2011 | 125                           | 47                              | 1065                                   | 72                                  | 22,63                                  | 7103                | 2131                          |
| 2012 | 128                           | 48                              | 977                                    | 73                                  | 26,76                                  | 8528                | 2360                          |
| 2013 | 135                           | 56                              | 933                                    | 79                                  | 25,52                                  | 8737                | 2327                          |
| 2014 | 138                           | 55                              | 884                                    | 66                                  | 22,23                                  | 6598                | 1614                          |
| 2015 | 142                           | 48                              | 840                                    | 51                                  | 20,26                                  | 4766                | 450                           |
| 2016 | 142                           | 46                              | 746                                    | 46                                  | 13,68                                  | 3064                | 333                           |
| 2017 | 143                           | 44                              | 702                                    | 39                                  | 15,68                                  | 3015                | 556                           |
| 2018 | 146                           | 39                              | -                                      | 33                                  | 16,61                                  | 2673                | 764                           |
| 2019 | 149                           | 40                              | -                                      | 30                                  | 15                                     | 2206                | 256                           |
| 2020 | 139                           | 39                              | -                                      | 20                                  | 11                                     | 1220                | –364                          |
| 2021 | 139                           | 36                              | -                                      | 23                                  | 31                                     | 2977                | 656                           |
| 2022 | 139                           | 29                              | -                                      | 19                                  | 122                                    | 11.998              | 4290                          |

EBN publiceert jaarlijks een overzicht van het energieaanbod, omzetting & verlies, het energieverbruik en de uitstoot van broeikasgassen.

## Toekomst

### Aardgas

#### Groningenveld
Maandagmiddag 8 januari 2018 om 15.00 uur was er een aardbeving met magnitude 3,4 op de schaal van Richter ten noorden van het Groningse plaatsje Zeerijp, 5 kilometer ten oosten van Huizinge waar op 16 augustus 2012 de zwaarste beving tot nu toe plaatsvond. Op 29 maart kondigde premier Rutte aan dat de gasproductie in Groningen op termijn (2030) naar nul gaat. Onder voorbehoud vindt uiterlijk per oktober 2022 al een daling naar 7,5 miljard m³ plaats.

#### Kleine velden
Het terugbrengen van de productie van Groningergas zorgt ervoor dat er meer aandacht komt voor de zogeheten ‘kleine gasvelden’. EBN blijft investeren in kleine velden en versnelt de exploratie op de Noordzee waar mogelijk. EBN wil enerzijds efficiënte verbeteringen, zoals het clusteren van operaties, zodat de marges verbeteren en meer projecten een positieve business case hebben. En anderzijds door het voortouw te nemen om de laatste 'witte vlekken' op de Noordzee met 3D seismiek in kaart te brengen om een verhoogde exploratie-activiteit te stimuleren. 

### Aardwarmte
Naast het investeren in kleine velden wil EBN op een veilige, duurzame en economische verantwoorde wijze bijdragen aan de energietransitie door de ontwikkeling van duurzame energiebronnen uit de ondergrond. Dit wil EBN onder meer realiseren door middel van aardwarmte. EBN ontwikkelt en verbetert bestaande en nieuwe business cases voor de ontwikkeling van aardwarmte in samenwerking met partners, en doet dat vanuit een coördinerende regierol. In potentie kan in de toekomst aardwarmte 35-40% van de warmtevraag in Nederland zal vervullen (in het jaar 2050). EBN B.V. voert in samenwerking met TNO het landelijk onderzoeksprogramma SCAN uit. In dit programma wordt de ondergrond van Nederland in kaart gebracht om de potentie van aardwarmtewinning beter te kunnen inschatten op regionaal niveau. Ook is de Green Deal Ultradiepe Geothermie vanaf juni 2017 in werking. Op zes locaties in Nederland verkennen consortia bestaande uit meerdere bedrijven, EBN TNO, het Ministerie van I&W en EZK op een veilige en verantwoordelijke manier één of meerdere pilotprojecten voor de mogelijk verdere ontwikkeling van aardwarmtewinning vanaf 4000 meter.

### CO2opslag (CCS)
In 2017 heeft EBN op verzoek van het ministerie van Economische zaken en Klimaat samen met Nederlandse Gasunie een inventariserende studie uitgevoerd naar de mogelijkheden en kosten van transport en opslag van CO2 in Nederland. Opslag van CO2 in leeg-geproduceerde offshore gasvelden wordt gezien als een goede mogelijkheid om CO2-emissies terug te dringen. 
Sinds 2017 werkt EBN samen met Gasunie en het Havenbedrijf Rotterdam in het Porthos-project aan de realisering van een basisinfrastructuur voor het verzamelen en transporteren van CO2 in het Rotterdamse havengebied, dat vervolgens opgeslagen kan worden in een leeg-geproduceerde offshore gasveld. Het idee is om een transportleiding en opslaginfrastructuur op te zetten als ‘collectieve voorziening’. Daardoor kunnen verschillende partijen die CO2 afvangen aansluiten op de transportleiding en ontstaan belangrijke kostenvoordelen. Een deel van de CO2 kan worden gebruikt in de nabijgelegen kassen. Porthos krijgt een capaciteit om gedurende 15 jaar zo'n 2,5 miljoen ton CO2 per jaar in de zeebodem op te slaan, dit is gelijk aan ongeveer 10% van de uitstoot van de Rotterdamse industriële sector. Medio september 2022 kreeg Porthos de vergunning voor het gebruik van de voormalige offshore gasvelden P18-2 en P18-4 voor de opslag. In november 2022 maakte de Raad van State een einde aan de stikstofvrijstelling waarmee het project vertraging oploopt. naar verwachting zal de aanleg in 2024 starten.

### Waterstof
De totale energievraag in 2019 was 3000 PJ (1015), waarbij het aandeel van waterstof in Nederland zo'n 6 % was. Deze waterstof wordt echter voornamelijk opgewerkt uit aardgas. Dit resulteerde in een totale uitstoot van 13 megaton CO2 (8 % van de totale uitstoot). Nederland heeft als doel om de waterstof productie te gaan vergroenen door aan de ene kant CO2 af te vangen, maar ook d.m.v. elektrolyse waarbij water wordt gesplitst in H2 (waterstof) en O2 (zuurstof) op basis van duurzaam opgewekte elektriciteit.
EBN onderzoekt onder andere de opslag van waterstof in lege gasvelden en zoutcavernes. In het rapport dat EBN samen met TNO heeft uitgevoerd (2022) wordt ervan uitgegaan dat de 4 zoutcavernes die in 2030 voorzien zijn, niet meer afdoende zullen zijn in 2050. De verwachting is dat er 10-65 zoutcavernes en 0-5 gasvelden nodig zullen zijn, verspreid over land en in de Noordzee. De geschiktheid van dergelijke opslag locaties moet echter nog verder worden onderzocht.